# Manacabrunfelsia
Manacabrunfelsia (Brunfelsia uniflora) är en art i familjen potatisväxter och förekommer naturligt i Trinidad, norra Sydamerika, Brasilien, Bolivia och nordvästra Argentina.
Arten odlas ibland som prydnadsväxt i varma länder.

## Beskrivning
Bildar buskar på upp till 2 meter, grenarna är kala eller fint håriga. Bladen varierar i utseende, 2,5-8 cm långa och 1-4 cm breda, avlångt elliptiska, lansettlika eller omvänt äggrunda, spetsiga till utdraget spetsiga, basen är avsmalnande eller kilformig. Bladskaftet är 1-5 mm. Blommorna sitter ensamma, de är toppställda. Fodret är rörformat till smalt klocklikt, kalt. Kronan är purpur med en femkantig blompip som blir 1,3-2,5 cm lång. Kronans bräm är tillplattad, 1,5-3 cm i diameter med likstora flikar. Frukten är en rund eller äggrund kapsel som nästan täcks av fodret.
Arten liknar brunfelsia (B. pauciflora) som vanligen har cirka 10 blommor i varje blomställning. Blompipen är 2-4,5 cm lång.

## Synonymer
- Brunfelsia hopeana (Hook.) Benth.
- Brunfelsia mutabilis (Jacques) A. Vilm.
- Franciscea hopeana Hook.
- Franciscea mutabilis Jacques
- Franciscea uniflora Pohl

## Odling
Se släktet